# Kiriakos Virvidakis
Kiriakos Virvidakis (* 13. Februar 1948 in Chania) ist ein griechischer Mediziner und Politiker sowie seit 2002 Bürgermeister von Chania.

## Leben
Virvidakis studierte Medizin an der Medizinischen Fakultät der Universität Athen, erhielt 1971 seinen Hochschulabschluss sowie 1977 seinen Masterabschluss in Pathologie. Ein Jahr später beendete er sein Doktorat. In den folgenden Jahren spezialisierte Virvidakis sich auf Nephrologie und war ab 1993 als Assistenzprofessor am Institut für Nephrologie der Universität Athen und im Sotiria-Krankenhaus tätig.
Virvidakis war mehr als 23 Jahre in Krankenhäusern tätig, hat etwa 150 wissenschaftliche Studien veröffentlicht und ist Mitglied diverser griechischer und internationaler Gesellschaften, wie der Internationalen Gesellschaft für Nephrologie, der Europäischen Gesellschaft für Nephrologie, der britischen Royal Society of Medicine und der amerikanischen National Kidney Foundation.
1986 wurde er mit einer Stimmenmehrheit in den Gemeinderat von Chania gewählt. Virvidakis gehört der Partei Nea Dimokratia an. 1998 wurde er erneut in den Gemeinderat und im Oktober 2002 zum Bürgermeister von Chania gewählt.
Virvidakis ist verheiratet und hat zwei Kinder.